# William Macready
William Charles Macready (Londres, 3 de marzo de 1793-Cheltenham, 27 de abril de 1873) fue un actor inglés.

## Vida artística
Tuvo su debut en 1810 y para 1820 se hizo famoso por sus dramatizaciones en Hamlet, el Rey Lear y Macbeth. Como administrador teatral de la Royal Opera House y del Teatro Drury Lane, cambió la forma de hacer ciertas cosas, como ensayos completos, vestuarios y escenarios con exactitud histórica y el uso de los textos originales de William Shakespeare.
Hizo giras por los Estados Unidos en 1826, 1843 y 1848; su último tour finalizó con los disturbios de Astor Place, provocado por los partidarios de Edwin Forrest. Macready se retiró de la escena en 1851.